# Dels Ermitans
Dels Ermitans es un cultivar de higuera de tipo higo común Ficus carica, bífera (dos cosechas por temporada, brevas e higos) de frutos de epidermis con color de fondo verde oscuro con sobre color morado marronáceo. Se cultiva en la colección de higueras de Montserrat Pons i Boscana en Llucmajor, Islas Baleares.

## Sinonimia
- „sin sinónimos“,[4][6][7]

## Historia
Actualmente la cultiva en su colección de higueras baleares Montserrat Pons i Boscana, rescatada de un ejemplar o higuera madre localizada en el término de Pollensa, en la finca "son Seguí" siendo esta la única higuera de esta variedad encontrada en la isla de Mallorca, el esqueje suministrado gracias al tío de Joan Coll.
La variedad 'Dels Ermitans' probablemente originaria de Pollensa de la ermita de Ternelles, de donde le viene el nombre (Ermitans:Ermitaños en las islas Baleares), donde el ermitaño llamado Torrandell ya la mencionaba. Hay que tener en cuenta que hace más de 200 años que no hay ermitaños en la ermita.
'Dels Ermitans' es una de las pocas higueras bíferas que pertenecen al grupo de las "urceoladas" y además muy tardías tanto en brevas como en la segunda cosecha de higos que ya se pueden considerar de invierno.

## Características
La higuera 'Dels Ermitans' es una variedad bífera de tipo higo común. Árbol de desarrollo mediano, vigorosidad entre media y alta, con copa no muy grande  y de ramaje esparcido. Sus hojas son de 3 lóbulos en mayoría y menos de 1 lóbulo. Sus hojas con dientes presentes márgenes serrados, ángulo peciolar obtuso. 'Dels Ermitans' tiene muy poco desprendimiento de higos, y un rendimiento productivo medio y periodo de cosecha prolongado. La yema apical cónica de color verde amarillento.
Los frutos 'Dels Ermitans' son brevas e higos de un tamaño de longitud x anchura:48 x 54 mm, con forma urceolada en ambas cosechas, simétricos en la forma y uniformes en las dimensiones, presentando un bajo porcentaje de formaciones anormales y de frutos aparejados, que presentan unos frutos medianos de unos 39,045 gramos en promedio, de epidermis con consistencia fuerte, grosor de la piel grueso pero delicado, con color de fondo verde oscuro con sobre color morado marronáceo. Ostiolo de 3 a 5 mm con escamas pequeñas rosadas. Pedúnculo de 2 a 3 mm cilíndrico verde oscuro. Grietas longitudinales escasas y finas. Costillas poco marcadas. Con un ºBrix (grado de azúcar) de 24 de sabor dulce bastante sabroso, con color de la pulpa rojo intenso. Con cavidad interna grande, con aquenios en poca cantidad pero grandes de tamaño, en algunas ocasiones presentan una gota de miel en el ostiolo. Son de un inicio de maduración en las brevas el 15 de agosto, y en los higos sobre el 24 de septiembre al 4 de noviembre. De rendimiento por árbol medio y periodo de cosecha prolongado. Variedad poco conocida y cultivada.
Se usa como higos frescos en alimentación humana, y en fresco y en seco para ganado porcino y ovino. Mediana abscisión del pedúnculo y poca facilidad de pelado. Son resistentes a las lluvias, al transporte y a la apertura del ostiolo, y al agriado. De mediana resistencia al desprendimiento.

## Cultivo
'Dels Ermitans', se utiliza higos frescos en humanos, y frescos y secos para el ganado. Se está tratando de recuperar de ejemplares cultivados en la colección de higueras baleares de Montserrat Pons i Boscana en Llucmajor.